# Пам'ятник Армінію

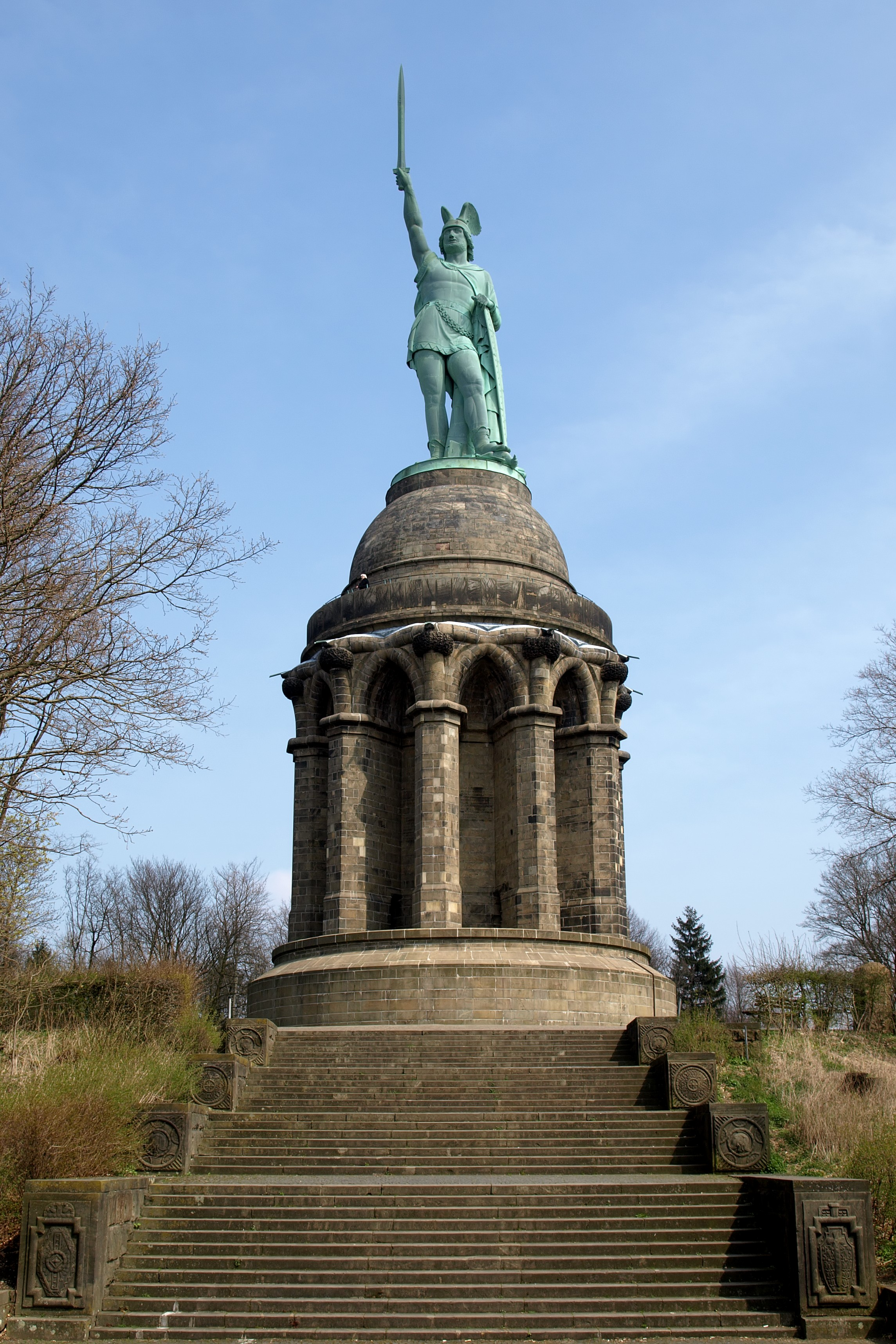
Пам'ятник Армінію поблизу Детмольда

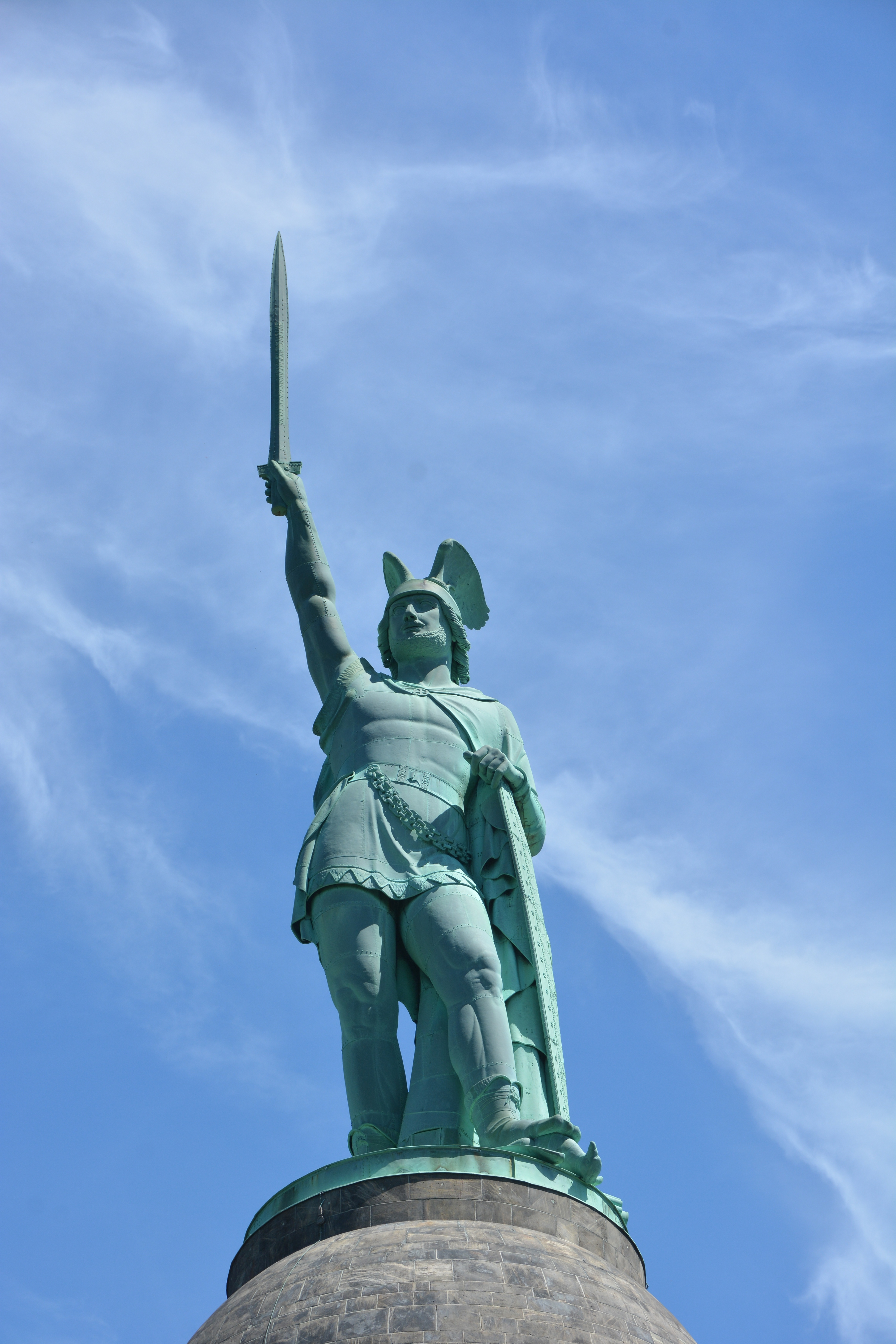
Висота статуї становить 26,57 метра, меч 7 метрів

Пам'ятник Армінію — монумент заввишки понад 53 метрів, розташований на вершині 386-метрового пагорба і присвячений перемозі германських племен під проводом Армінія над римською армією в 9 році н. е. Пам'ятник знаходиться в південній частині Тевтобурзького лісу на південно-заході від міста Детмольд у федеральній землі Північний Рейн-Вестфалія (51°54′42″ пн. ш. 08°50′22″ сх. д. / 51.91167° пн. ш. 8.83944° сх. д.). Ернст фон Бандель, автор пам'ятника, припускав, що Битва в Тевтобурзькому лісі була приблизно в цьому районі, але у відповідності з сучасними археологічними дослідженнями в дійсності битва відбувалася приблизно в ста кілометрах на північний схід від цього місця, неподалік від сучасного Оснабрюка.

## Історія створення
Незабаром після захоплення території Німеччини Наполеоном і політичного роздроблення Німеччини німецька громадськість шукала персонажів і події, які могли б уособити ідею національної єдності і величі німецької нації. В результаті на початку XIX століття з'явилися проекти зведення національних монументів, таких як пам'ятник Армінію, Валгалла або Пам'ятник Німеччини.
Будівництво пам'ятника Армінію почалося раніше інших монументів, в 1838 році. У різних областях Німеччини були створені товариства для фінансової підтримки на зведення пам'ятника. До 1846 року побудований п'єдестал, але у зв'язку з німецькою революцією 1848 році будівництво було заморожено до 1863 року. До цього часу зникли як фінансові джерела, так і суспільний інтерес до його будівництва. Проект знову знайшов популярність лише після війни з Францією в 1870—1871 роках і завершений за фінансової підтримки Кайзера Вільгельма в 1875 році.

## Конструкція
Статуя стоїть на постаменті з пісковика, що завершуються куполом. Сама статуя заввишки 26,57 метра складається з сталевого каркаса, покритого зовні мідними пластинами. У правій руці (зверненої на захід, у бік Франції) фігура тримає меч завдовжки 7 метрів і вагою близько 550 кг. Ліва нога топче орла — символ римських легіонів.
Напис на мечі говорить:
DEUTSCHE: EINHEITLICHKEIT: MEINE: STARKE (укр. У єдності Німеччини моя сила) — на лицьовій стороні
MEINE: STARKE: DEUTSCHLANDS: MACHT (укр. У моїй силі міць Німеччини) — на зворотній стороні.
На постаменті в нішах також є написи, що прославляють кайзера Вільгельма і перемогу Німеччини над Францією в 1871 році, а також цитата з Тацита про перемогу Армінія.